# Robert Winkler
Robert Winkler (ur. 24 stycznia 1991 w Bruck an der Mur) – austriacki narciarz dowolny specjalizujący się w skicrossie, olimpijczyk z Pjongczangu 2018 i z Pekinu 2022.

## Udział w zawodach międzynarodowych
| Impreza            | Rok   | Gospodarz  | Konkurencja | Miejsce |                      |      |            |          |     |
| ------------------ | ----- | ---------- | ----------- | ------- | -------------------- | ---- | ---------- | -------- | --- |
| Impreza            | Rok   | Gospodarz  | Konkurencja | Miejsce | Igrzyska olimpijskie | 2018 | Pjongczang | skicross | 14. |
| 2022               | Pekin | skicross   | 30.         |         | Igrzyska olimpijskie |      |            |          |     |
| Mistrzostwa świata | 2021  | Idre Fjäll | skicross    | 15.     |                      |      |            |          |     |
| Mistrzostwa świata | 2023  | Bakuriani  | skicross    | 18.     |                      |      |            |          |     |
| X Games            | 2016  | Aspen      | skicross    | 14.     |                      |      |            |          |     |